# بريان برات
بريان برات (بالإنجليزية: Bryan Pratt)‏ هو سياسي أمريكي، ولد في 23 أكتوبر 1972 في بلو سبرينغز في الولايات المتحدة. حزبياً، نشط في الحزب الجمهوري. وقد انتخب عضو مجلس نواب ولاية ميسوري.